# Sing It All Away
Sing It All Away es el cuarto álbum de estudio de la banda canadiense Walk off the Earth. Fue lanzado el 16 de junio de 2015 bajo el sello discográfico Columbia Records.

## Sencillos
"Rule the World" fue publicado como el primer solo del álbum. El vídeo musical, dirigido por John Poliquin, fue subido el 31 de marzo de 2015 a la cuenta oficial de YouTube de la banda. Las canciones "Sing It All Away", "Home We'll Go" y "Boomerang" fueron lanzadas como sencillos promocionales del disco. El DJ estadounidense Steve Aoki hizo un remix de la canción "Home We'll Go", lanzado bajo el nombre "Home We'll Go (Take My Hand)". El video musical de esta versión se publicó el 21 de diciembre de 2015 en la página de Ultra Music. El 13 de enero de 2016 se publicó el quinto sencillo del álbum, "Hold On (The Break)", y su video oficial el 8 de febrero del mismo año.

## Recepción crítica
Sing It All Away recibió críticas positivas de los críticos musicales. Stephen Thompson de NPR declaró que el material del álbum "encaja perfectamente con la música que lo inspiró, con pequeños hilos de géneros e influencias dispares entrelazados". Por otro lado, Marcy Donelson de AllMusic dio una revisión mixta, dando al álbum tres de cinco estrellas. Declaró que el álbum en algunos puntos podría ser "confuso o encantador", pero alabó el tono sofisticado de su composición.

## Lista de canciones
| N.º | Título                                          | Duración |  |
| 1.  | «Rule the World»                                | 3:24     |  |
| 2.  | «I'll Be Waiting»                               | 3:46     |  |
| 3.  | «Home We'll Go»                                 | 3:09     |  |
| 4.  | «Hold On (The Break)»                           | 3:27     |  |
| 5.  | «Boomerang»                                     | 3:29     |  |
| 6.  | «Sing It All Away»                              | 3:32     |  |
| 7.  | «Climb Out Your Window»                         | 3:02     |  |
| 8.  | «California Trees»                              | 3:15     |  |
| 9.  | «Alright»                                       | 3:06     |  |
| 10. | «Heart Is a Weapon»                             | 3:10     |  |
| 11. | «We Got Love»                                   | 3:39     |  |
| 12. | «Home We'll Go (Take My Hand)» (con Steve Aoki) | 5:07     |  |

## Posición en listas
| Listas (2015–16)                        | Mejor posición |
| --------------------------------------- | -------------- |
| Australia (ARIA)                        | 96             |
| Bélgica (Ultratop flamenca)             | 162            |
| Bélgica (Ultratop valona)               | 195            |
| Canadá (Billboard Canadian Albums)      | 2              |
| Países Bajos (Album Top 100)            | 79             |
| Suiza (Schweizer Hitparade)             | 74             |
| Reino Unido (UK Albums Chart)           | 98             |
| Estados Unidos (Billboard 200)          | 71             |
| Estados Unidos (Top Alternative Albums) | 14             |